# Comilla
Comilla è una città del Bangladesh di 1 607 000 abitanti, situata a circa 100 chilometri a sud est di Dacca nella Divisione di Chittagong. Comilla è la seconda città più grande del Bangladesh orientale dopo Chittagong ed è una delle tre città più antiche del Bangladesh.